# Pokrajina Gallura - Severovzhodna Sardinija
Pokrajina Gallura - Severovzhodna Sardinija (italijansko Provincia della Gallura Nord-Est Sardegna, sardsko Provìntzia de Gaddura Nord-Est Sardigna) je ena od osmih pokrajin, ki sestavljajo italijansko deželo Sardinija. Meji na jugo-vzhodu s Pokrajino Nuoro in na jugo-zahodu z Metropolitanskem mestom Sassari.

## Občine
| Občina                      | Prebivalcev |
| --------------------------- | ----------- |
| Aggius                      | 1 385       |
| Aglientu                    | 1 194       |
| Alà dei Sardi               | 1 753       |
| Arzachena                   | 13 406      |
| Badesi                      | 1 823       |
| Berchidda                   | 2 579       |
| Bortigiadas                 | 694         |
| Buddusò                     | 3 508       |
| Budoni                      | 5 607       |
| Calangianus                 | 3 707       |
| Golfo Aranci                | 2 381       |
| La Maddalena                | 10 436      |
| Loiri Porto San Paolo       | 3 814       |
| Luogosanto                  | 1 819       |
| Luras                       | 2 368       |
| Monti                       | 2 381       |
| Olbia                       | 61 734      |
| Oschiri                     | 2 904       |
| Padru                       | 2 112       |
| Palau                       | 4 063       |
| San Teodoro                 | 5 183       |
| Sant'Antonio di Gallura     | 1 426       |
| Santa Teresa Gallura        | 5 083       |
| Telti                       | 2 244       |
| Tempio Pausania             | 12 960      |
| Trinità d'Agultu in Vignola | 2 529       |